# Grand Prix Austrálie 1994
Grand Prix Austrálie 1994 byla závěrečným, 16. závodem sezóny 1994, který se konal 13. listopadu 1994 na městském okruhu v Adelaïde. Závod se zapsal do dějin především vzájemnou kolizí obou kandidátů na titul Damona Hilla a Michaela Schumachera, po které oba odstoupili a mistrem se tak stal poprvé v kariéře Michael Schumacher s vozem Benetton. Situace před závodem byla vyrovnaná a Schumacher vedl před Hillem o jeden bod, Hill potřeboval k titulu získat o dva body více než německý pilot. Při rovnosti bodů by titul získal Schumacher, díky většímu počtu vítězství. Australská Grand Prix byla posledním závodem pro sedminásobného držitele poháru konstruktérů, tým Lotus.

## Popis závodu
Před Grand Prix Austrálie byly ve hře o titul ještě dva piloti Damon Hill a Michael Schumacher, Němec měl výhodu jednoho bodu a lepšího skóre v počtu vítězství 8:6, které by přišlo na řadu v případě rovnosti bodů. Podobná situace byla i v Poháru konstruktérů, kde Benetton ztrácel na Williams 5 bodů a Flavio Briatore musel doufat že jeho oba vozy dojedou před vozy Williams.
Po čtrnácti sezonách ve formuli 1, ohlásil odchod se světa velkých cen, Michele Alboreto. S formulí 1 se rozloučil také Paul Belmondo, který z 28 pokusů o kvalifikování se do závodů, prošel sítí kvalifikace pouze 7×. Erik Comas odešel od týmu Larrousse již v předchozím závodě Grand Prix Japonska. Dalším, kdo ukončil své trápení ve formuli 1 byl Christian Fittipaldi, Franck Lagorce a J J Lehto. Alessandro Zanardi odešel do zámoří, pokusit se o start v některé americké sérii.

### Kvalifikace
Závodní víkend poznamenala havárie Michaela Schumachera v první šikaně, přesto se dokázal brzo z nehody vzpamatovat a zajet o 0,018 s pomaleji než vítěz kvalifikace Nigel Mansell. Největší Schumacherův konkurent v boji o titul Damon Hill zajel třetí nejrychlejší kvalifikační čas. Ve druhé řadě ho doplnil Fin Mika Häkkinen s vozem McLaren, třetí řada patřila vozům Jordan v pořadí Barrichello a Irvine. Až sedmý čas zajel Johnny Herbert s druhým vozem Benetton, vedle něj se na startovním roštu postavilo nejrychlejší Ferrari Jeana Alesiho. První desítku uzavíral Martin Brundle s McLarenem a Heinz-Harald Frentzen s vozem Sauber. Sítem kvalifikace neprošly oba vozy Pacifik řízené Paulem Belmondem a Bertrandem Gachotem.

### Závod
Nejlépe odstartoval Schumacher s Hillem a hned se prodrali před Mansella, ten se snažil neztratit s nimi krok. V zápalu boje se ale hned v prvním kole dopustil vážné chyby, když šel později na brzdy a lehce se otřel o zeď před Mansella se tak dostal jak Mika Häkkinen tak i Rubens Barrichello. Na úzkém okruhu se nedalo příliš předjíždět a tak se pořadí neměnilo až do 14. kola, kdy se Mansell dostal před Barrichella a začal pomalu stahovat náskok na Häkkinena, což se mu podařilo ve dvacátém kole. Mansell zaútočil na Finovu pozici a dostal se před něj, ale byl příliš rychlý do následující zatáčky a tak si Mika svou pozici uhájil. Nigel Mansell se nakonec před McLaren protáhl a posléze zamířil do boxů. Ve 36. kole se Michael Schumacher jezdící na čele dostal mimo trať a pravým bokem se opřel o zeď, odrazil se zpět do dráhy před kola projíždějícího Hilla. Damon Hill se snažil dostat před Schumachera, ten však svou pozici nechtěl přepustit a ve snaze se vrátit na čelní pozici zavadil o Hillovo kolo a po jízdě na dvou kolech skončil v bariéře z pneumatik. Damon Hill pokračoval v jízdě s defektem pneumatiky, aby se co nejrychleji dostal do boxů, kde ale zjistili, že je poškozeno i zavěšení kola. Protože oba kandidáti na titul nebodovali, mistrem světa se stal Schumacher, který byl však kritizován a viněn z úmyslného zavinění nehody. Nehoda byla rozebíraná z mnoha úhlů pohledu, vyjádřili se k ní i samotní aktéři v tomto dokumentu. Po tomto incidentu se do čela závodu dostal Mansell před Bergerem, Alesim a Häkkinenem. Alesi se posléze dopustil chyby a po hodinách se ocitl mimo trať, naštěstí nepoškodil vůz a mohl pokračovat v závodě. V 54. kole se před Mansell dostal Berger a několik kol vedl závod, po necelých 10 kolech se do čela zase vrátil Angličan a vedení si uhájil až do cíle. O vzrušení se ještě postaral v 76. kole Häkkinen, který havaroval a cíle se nedočkal.

## Výsledky
- 13. listopad 1994
- Okruh Adelaide
- 81 kol × 3,780 km = 306,180 km
- 564. Grand Prix
- 31. vítězství Nigela Mansella
- 78. vítězství pro Williams
- 157. vítězství pro Velkou Británii
- 51. vítězství pro vůz se startovním číslem 2

| Pozice | Jezdec                 | Vůz            | Čas           |
| ------ | ---------------------- | -------------- | ------------- |
| 1      | Nigel Mansell          | Williams FW16B | 1:47'51.480   |
| 2      | Gerhard Berger         | Ferrari 412T1B | á 0:02,511    |
| 3      | Martin Brundle         | McLaren MP4/9  | á 0:52,487    |
| 4      | Rubens Barrichello     | Jordan 194     | á 1:10,530    |
| 5      | Olivier Panis          | Ligier JS39B   | á 1 kolo      |
| 6      | Jean Alesi             | Ferrari 412T1B | á 1 kolo      |
| 7      | Heinz-Harald Frentzen  | Sauber C13     | á 1 kolo      |
| 8      | Christian Fittipaldi   | Footwork FA15  | á 1 kolo      |
| 9      | Pierluigi Martini      | Minardi M193B  | á 2 kola      |
| 10     | J J Lehto              | Sauber C13     | á 2 kola      |
| 11     | Franck Lagorce         | Ligier JS39B   | á 2 kola      |
| 12     | Mika Häkkinen          | McLaren MP4/9  | á 5 kol/Brzdy |
| Kolo   | Odstoupili             | -              | Příčina       |
| 69     | Michele Alboreto       | Minardi M193B  | Nehoda        |
| 66     | Mark Blundell          | Tyrrell 022    | Nehoda        |
| 56     | Jean-Denis Délétraz    | Larrousse LH94 | Převodovka    |
| 49     | Mika Salo              | Lotus 109      | Elektronika   |
| 49     | David Brabham          | Simtek S941    | Motor         |
| 40     | Alessandro Zanardi     | Lotus 109      | Akcelerator   |
| 35     | Michael Schumacher     | Benetton B194  | Kolize        |
| 35     | Damon Hill             | Williams FW16  | Kolize        |
| 21     | Domenico Schiattarella | Simtek S941    | Převodovka    |
| 19     | Ukjó Katajama          | Tyrrell 022    | Mimo trať     |
| 18     | Hideki Noda            | Larrousse LH94 | Ztráta oleje  |
| 17     | Gianni Morbidelli      | Footwork FA15  | Motor         |
| 4      | Eddie Irvine           | Jordan 194     | Mimo trať     |
| 13     | Johnny Herbert         | Benetton B194  | Převodovka    |
| -      | Nekvalifikovali se     | -              | Čas           |
| *      | Paul Belmondo          | Pacific PR01   | 1'24.087      |
| *      | Bertrand Gachot        | Pacific PR01   | 7'40.317      |

### Nejrychlejší kolo
Michael Schumacher – Benetton B194 – 1'17.140
- 15. nejrychlejší kolo Michaela Schumachera
- 22. nejrychlejší kolo pro Benetton
- 19. nejrychlejší kolo pro Německo
- 59. nejrychlejší kolo pro vůz se startovním číslem 5

### Vedení v závodě
| Kola         | km       | Jezdec             | %    |
| 1.–35. kolo  | 132,3 km | Michael Schumacher | 43 % |
| 36.–53. kolo | 68,04 km | Nigel Mansell      | 22 % |
| 54.–63. kolo | 37,8 km  | Gerhard Berger     | 12 % |
| 64.–81. kolo | 68,4 km  | Nigel Mansell      | 22 % |
| ------------ | -------- | ------------------ | ---- |

| Schumacher | Mansell | Berger | Mansell |
| ---------- | ------- | ------ | ------- |

### Postavení na startu
Nigel Mansell- Williams FW16B- 1'16.179
- 32. Pole position Nigela Mansella
- 73. Pole position pro Williams
- 150. Pole position pro Velkou Británii
- 66. Pole position pro vůz se startovním číslem 2

|                                                         |  | _______1_______ Nigel Mansell Williams 1'16.179         |
| _______2_______ Michael Schumacher Benetton 1'16.197    |  |                                                         |
|                                                         |  | _______3_______ Damon Hill Williams 1'16.830            |
| _______4_______ Mika Häkkinen McLaren 1'16.992          |  |                                                         |
|                                                         |  | _______5_______ Rubens Barrichello Jordan 1'17.537      |
| _______6_______ Eddie Irvine Jordan 1'17.667            |  |                                                         |
|                                                         |  | _______7_______ Johnny Herbert Benetton 1'17.727        |
| _______8_______ Jean Alesi Ferrari 1'17.801             |  |                                                         |
|                                                         |  | _______9_______ Martin Brundle McLaren 1'17.950         |
| _______10_______ Heinz-Harald Frentzen Sauber 1'17.962  |  |                                                         |
|                                                         |  | _______11_______ Gerhard Berger Ferrari 1'18.070        |
| _______12_______ Olivier Panis Ligier 1'18.072          |  |                                                         |
|                                                         |  | _______13_______ Mark Blundell Tyrrell 1'18.237         |
| _______14_______ Alessandro Zanardi Lotus 1'18.331      |  |                                                         |
|                                                         |  | _______15_______ Ukjó Katajama Tyrrell 1'18.411         |
| _______16_______ Michele Alboreto Minardi 1'18.755      |  |                                                         |
|                                                         |  | _______17_______ J J Lehto Sauber 1'22.679              |
| _______18_______ Pierluigi Martini Minardi 1'18.957     |  |                                                         |
|                                                         |  | _______19_______ Christian Fittipaldi Footwork 1'19.061 |
| _______20_______ Franck Lagorce Ligier 1'19.153         |  |                                                         |
|                                                         |  | _______21_______ Gianni Morbidelli Footwor 1'19.610     |
| _______22_______ Mika Salo Lotus 1'19.844               |  |                                                         |
|                                                         |  | _______23_______ Hideki Noda Larrousse 1'20.145         |
| _______24_______ David Brabham Simtek 1'20.442          |  |                                                         |
|                                                         |  | _______25_______ Jean-Denis Délétraz Larrousse 1'22.422 |
| _______26_______ Domenico Schiattarella Simtek 1'22.529 |  |                                                         |

### Zajímavosti
- 50 GP pro Miku Häkkinena
- V závodě debutoval Jean-Denis Délétraz

| Pole position      | Vítězství          | Nej. kolo          |
| Spojené království | Spojené království | Německo            |
| Nigel Mansell      | Nigel Mansell      | Michael Schumacher |
| Williams FW16B     | Williams FW16B     | Benetton B194      |
| 1'16.179           | 1:47'51.480        | 1'17.140           |
| 178,632 km/h       | 170,324 km/h       | 176,407 km/h       |
| ------------------ | ------------------ | ------------------ |

### Stav MS
- GP – body získané v této Grand Prix

| *  | Jezdec                | Body | GP | *  | Vůz       | Body | GP | * | Stát           | Body | GP |
| -- | --------------------- | ---- | -- | -- | --------- | ---- | -- | - | -------------- | ---- | -- |
| 1  | Michael Schumacher    | 92   |    | 1  | Williams  | 118  | 10 | 1 | Velká Británie | 148  | 14 |
| 2  | Damon Hill            | 91   |    | 2  | Benetton  | 103  |    | 2 | Německo        | 99   |    |
| 3  | Gerhard Berger        | 41   | 6  | 3  | Ferrari   | 71   | 7  | 3 | Rakousko       | 45   | 6  |
| 4  | Mika Häkkinen         | 26   |    | 4  | McLaren   | 42   | 4  | 4 | Francie        | 39   | 3  |
| 5  | Jean Alesi            | 24   | 1  | 5  | Jordan    | 28   | 3  | 5 | Finsko         | 27   |    |
| 6  | Rubens Barrichello    | 19   | 3  | 6  | Ligier    | 13   | 2  | 6 | Brazílie       | 25   | 3  |
| 7  | Martin Brundle        | 16   | 4  | 7  | Tyrrell   | 13   |    | 7 | Itálie         | 18   |    |
| 8  | David Coulthard       | 14   |    | 8  | Sauber    | 12   |    | 8 | Nizozemsko     | 10   |    |
| 9  | Nigel Mansell         | 13   | 10 | 9  | Footwork  | 9    |    | 9 | Japonsko       | 5    |    |
| 10 | Jos Verstappen        | 10   |    | 10 | Minardi   | 5    |    |   |                |      |    |
| 11 | Olivier Panis         | 9    | 2  | 11 | Larrousse | 2    |    |   |                |      |    |
| 12 | Mark Blundell         | 8    |    |    |           |      |    |   |                |      |    |
| 13 | Heinz-Harald Frentzen | 7    |    |    |           |      |    |   |                |      |    |
| 14 | Nicola Larini         | 6    |    |    |           |      |    |   |                |      |    |
| 15 | Christian Fittipaldi  | 6    |    |    |           |      |    |   |                |      |    |
| 16 | Eddie Irvine          | 6    |    |    |           |      |    |   |                |      |    |
| 17 | Ukjó Katajama         | 5    |    |    |           |      |    |   |                |      |    |
| 18 | Éric Bernard          | 4    |    |    |           |      |    |   |                |      |    |
| 19 | Karl Wendlinger       | 4    |    |    |           |      |    |   |                |      |    |
| 20 | Andrea de Cesaris     | 4    |    |    |           |      |    |   |                |      |    |
| 21 | Pierluigi Martini     | 4    |    |    |           |      |    |   |                |      |    |
| 22 | Gianni Morbidelli     | 3    |    |    |           |      |    |   |                |      |    |
| 23 | Érik Comas            | 2    |    |    |           |      |    |   |                |      |    |
| 24 | J J Lehto             | 1    |    |    |           |      |    |   |                |      |    |
| 25 | Michele Alboreto      | 1    |    |    |           |      |    |   |                |      |    |